# Italské historické státy

Znak Italského království (1890)

Území dnešní Itálie bylo po zhroucení Západořímské říše v roce 476 a následných barbarských nájezdech, až do doby sjednocení Itálie v roce 1860, konglomerací městských států, republik a dalších nezávislých entit.
Následující seznam zahrnuje italské státy této éry:

## Raný středověk
- Ostrogótská říše
- Langobardské království
- Ravennský exarchát (součást Byzantské říše)
- Kartaginský exarchát (součást Byzantské říše)
- Sicilská thema (součást Byzantské říše)
- Beneventské vévodství
- Papežský stát
- Středověké Italské království (součást Svaté říše římské)
- Italský katepanát (součást Byzantské říše)

## Vrcholný středověk

Politická mapa Itálie v roce 1000

Politická mapa jižní Itálie v roce 1112

### Státy Svaté říše římské
- Italské království (zvané též Lombardské království)
- Toskánská marka
- Veronská marka
- Marka Treviso
- Ivrejská marka
- Turínská marka
- Monferatská marka
- Janovská marka
- Akvilejský patriarchát (včetně Furlanské a Istrijské marky)
- Vévodství Spoleto
- Biskupství brixenské
- Tridentské biskupství
- Savojské hrabství
- Gorické hrabství
- Markrabství Saluzzo
- Markrabství Ceva
- Markrabství Incisa
- Finalské markrabství

### Státy jižní Itálie
- Italský katepanát (součást Byzantské říše)
- Beneventské vévodství
- Salernské knížectví
- Kapuánské knížectví
- Gaetské vévodství
- Neapolské vévodství
- Amalfinské vévodství
- Sorrentské vévodství
- Sicilský emirát (součást Fátimovského chalífáti)
- Sicilské hrabství
- Apulské hrabství
- Apulské vévodství
- Kalábrijské vévodství
- Vévodství Apulie a Kalábrie
- Sicilské království

### Judikáty sardinské
- Judikát Agugliastra
- Arborejský judikát
- Cagliarský judikát
- Gallurský judikát
- Logudorský judikát

### Ostatní státy
- Papežský stát
- Benátská republika
- Janovská republika
- Pisánská republika
- Florentská republika
- Lukánská republika
- Sienská republika
- Ankonská republika
- Nolinská republika
- Senarická republika
- Raguská republika
- Sanmarinská republika

## Pozdní středověk
- Papežský stát
- Neapolské království
- Sicilské království
- Sardinské království a Korsika
- Milánské vévodství
- Ferrarské vévodství
- Vévodství Modena a Reggio
- Brixenské knížecí biskupství
- Tridentské knížecí biskupství
- Markrabství Saluzzo
- Montferratské markrabství
- Markrabství Mantovské
- Markabství Massa
- Finalské markrabství
- Markrabství Incisa
- Markrabství Ceva
- Fosdinovské markrabství
- Markrabství Bastia

Itálie v roce 1494, před vypuknutím první italské války

- Savojské hrabství (povýšeno na Savojské vévodství v roce 1416)
- Urbinské hrabství (v roce 1443 povýšeno na vévodství)
- hrabství Mirandola
- Guastallské hrabství
- Nicénské hrabství (v personální unii se Savojskem)
- Gorické hrabství
- Hrabství Montechiarugolo
- Hrabství Santa Fiora
- Astinské hrabství
- Masseranské hrabství
- Hrabství Correggio
- Pitiglianské hrabství
- hrabství Novellara
- hrabství Tende
- Sovanské hrabství
- Scandianské hrabství
- Benátská republika
- Janovská republika
- Lukánská republika
- Florentská republika
- Sienská republika
- Ankonská republika
- Nolinská republika
- Senarická republika
- Kospajská republika
- Raguská republika
- Sanmarinská republika

## Po italských válkách (1494–1559)

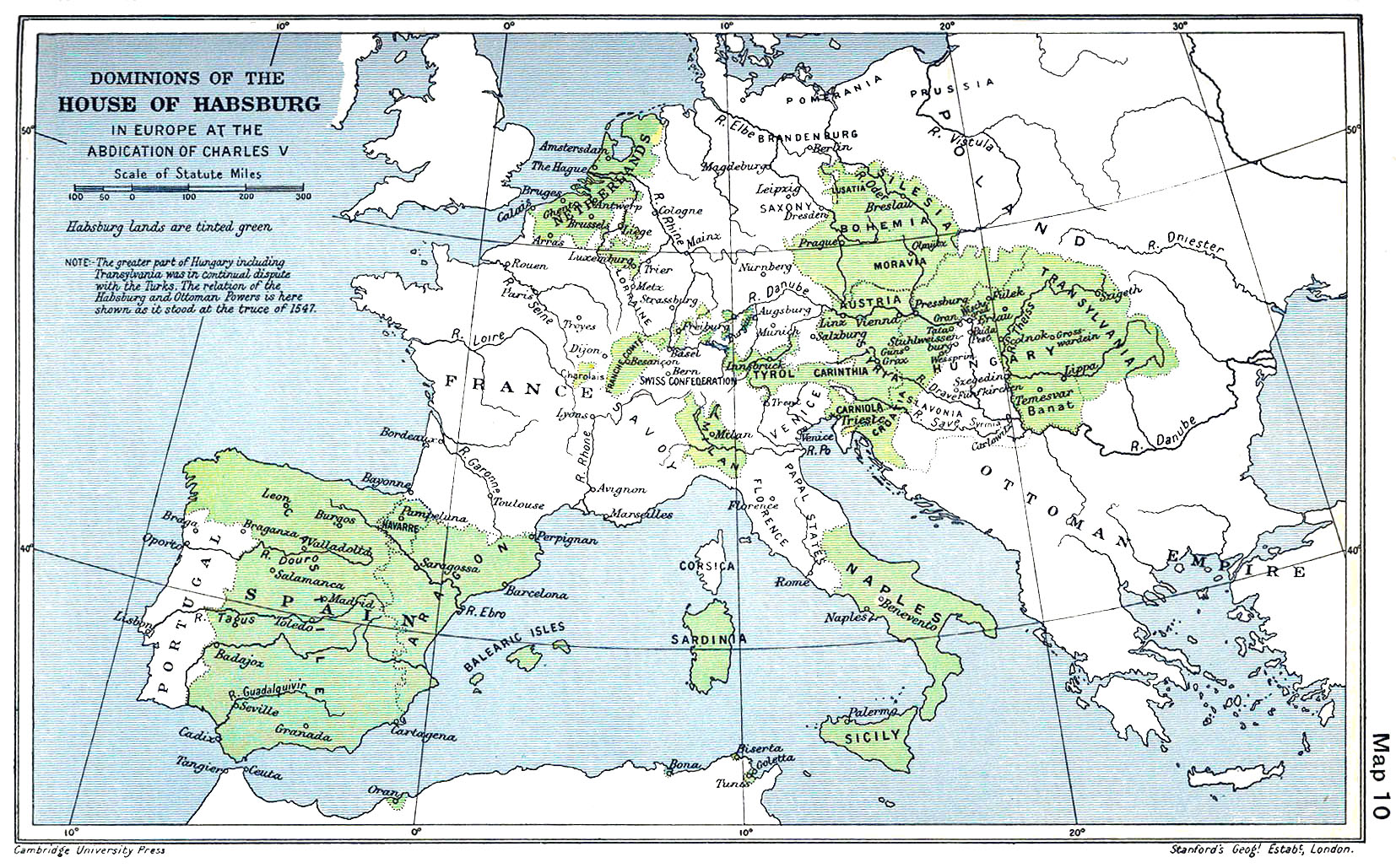
Habsburské državy v Evropě v době abdikace Karla V.,
mapa z Cambridge Modern History Atlas, 1912

Mírové smlouvy z Cateau-Cambrésis mezi Alžbětou I. a francouzským králem Jindřichem II. ze 2. dubna a Jindřichem II. a Filipem II. Španělským ze 3. dubna 1559 v Le Cateau-Cambrésis mj. zavázaly Francii k navrácení Piemontu a Savojska savojskému vévodovi, a Korsiku Janovské republice. Ještě významnějším bodem smlouvy bylo potvrzení přímé španělské vlády na Milánem, Neapolí, Sicílií, Sardinií a státem Presidi, a nepřímé vlády (skrze nadvládu nad Toskánskem, Janovem a dalšími menšími státy) severní Itálie. Přirozeným spojencem byl také papež. Jedinými skutečně nezávislými entitami na Apeninském poloostrově tak byly pouze Savojské vévodství a Benátská republika.
- Papežský stát
- Neapolské království (pod nadvládou španělských Habsburků)
- Sicilské království (pod nadvládou španělských Habsburků)
- Sardinské království (pod nadvládou španělských Habsburků)
- Savojské vévodství
- Milánské vévodství (pod nadvládou španělských Habsburků)
- Mantovské vévodství
- Parmské vévodství a piacenzské
- Ferrarské vévodství
- Vévodství Modena a Reggio (v personální unii s Ferrarou)
- Vévodství florentské (povýšeno na Toskánské velkovévodství v roce 1569)
- Urbinské vévodství
- vévodství Castro (v personální unii s Parmou)
- Brixenské knížecí biskupství
- Tridentské knížecí biskupství
- Piombinské knížectví
- Monacké knížectví
- Monferatské markrabství (povýšeno na Monferatské vévodství v roce 1574, v personální unii s Mantovou)
- Markrabství Masseranské (povýšeno na Masseranské knížectví v roce 1598)
- Markrabství Sabbioneta (povýšeno na vévodství Sabbioneta v roce 1577)
- Finalské markrabství
- Markrabství Massa (povýšeno na knížectví Massa v roce 1568)
- Markrabství Carrara (v personální unii s Massou)
- Markrabství Castiglione (povýšeno na knížectví Castiglione v roce 1609)
- Markrabství Torriglia
- Fosdinovské markrabství
- Markrabství Bastia
- Guastallské hrabství
- hrabství Mirandola
- hrabství Montechiarugolo
- hrabství Correggio (povýšeno na knížectví Correggio v roce 1616)
- hrabství Novellara
- hrabství Pitiglianské
- hrabství Tende
- hrabství Santa Fiora
- Benátská republika
- Janovská republika
- Lukánská republika
- Raguská republika
- Sanmarinská republika
- Nolinská republika
- Senarická republika
- Kospajská republika
- Malta (pod vládou johanitů)

## Po válce o španělské dědictví (1701–1714)

Politická mapa Itálie v roce 1796

Po ujednáních utrechtského míru se španělské državy ve Evropě rozdělily. Savojskému vévodství v Itálii připadla Sicílie a části Milánského vévodství, zatímco Karel VI. (arcivévoda rakouský) získal Neapolské království, Sardinii a kus Milánského vévodství spolu s dalšími menšími státy.
- Papežský stát
- Neapolské království (pod nadvládou Habsburské monarchie do roku 1734)
- Sicilské království (pod nadvládou Savojska v letech 1714 až 1720, Habsburské monarchie v letech 1720 až 1734, poté v personální unii s Neapolí)
- Sardinské království (pod žezlem Habsburské monarchie v letech 1714 až 1720, poté v personální unii se Savojskem)
- Toskánské velkovévodství
- Savojské vévodství
- Milánské vévodství (pod žezlem Habsburské monarchie)
- Mantovské vévodství (pod žezlem Habsburské monarchie)
- Vévodství parmské a piacenzské (pod žezlem Habsburské monarchie v letech 1734 až 1748)
- Guastallské vévodství (v personální unii s Parmou v letech 1748)
- Vévodství Modena a Reggio
- Vévodství Massa a Carrara (od roku 1731 v personální unii s Modenou)
- Vévodství Mirandola (od roku 1710 v personální unii s Modenou)
- Brixenské knížecí biskupství
- Tridentské knížecí biskupství
- Masseranské knížectví
- Knížectví Torriglia
- Piombinské knížectví
- Monacké knížectví
- Fosdinovské markrabství
- Markrabství Bastia
- Benátská republika
- Janovská republika
- Lukánská republika
- Sanmarinská republika
- Raguská republika
- Nolinská republika
- Senarická republika
- Kospajská republika
- Korsická republika
- Malta (pod vládou johanitů)

## Během napoleonské nadvlády (1792–1815)

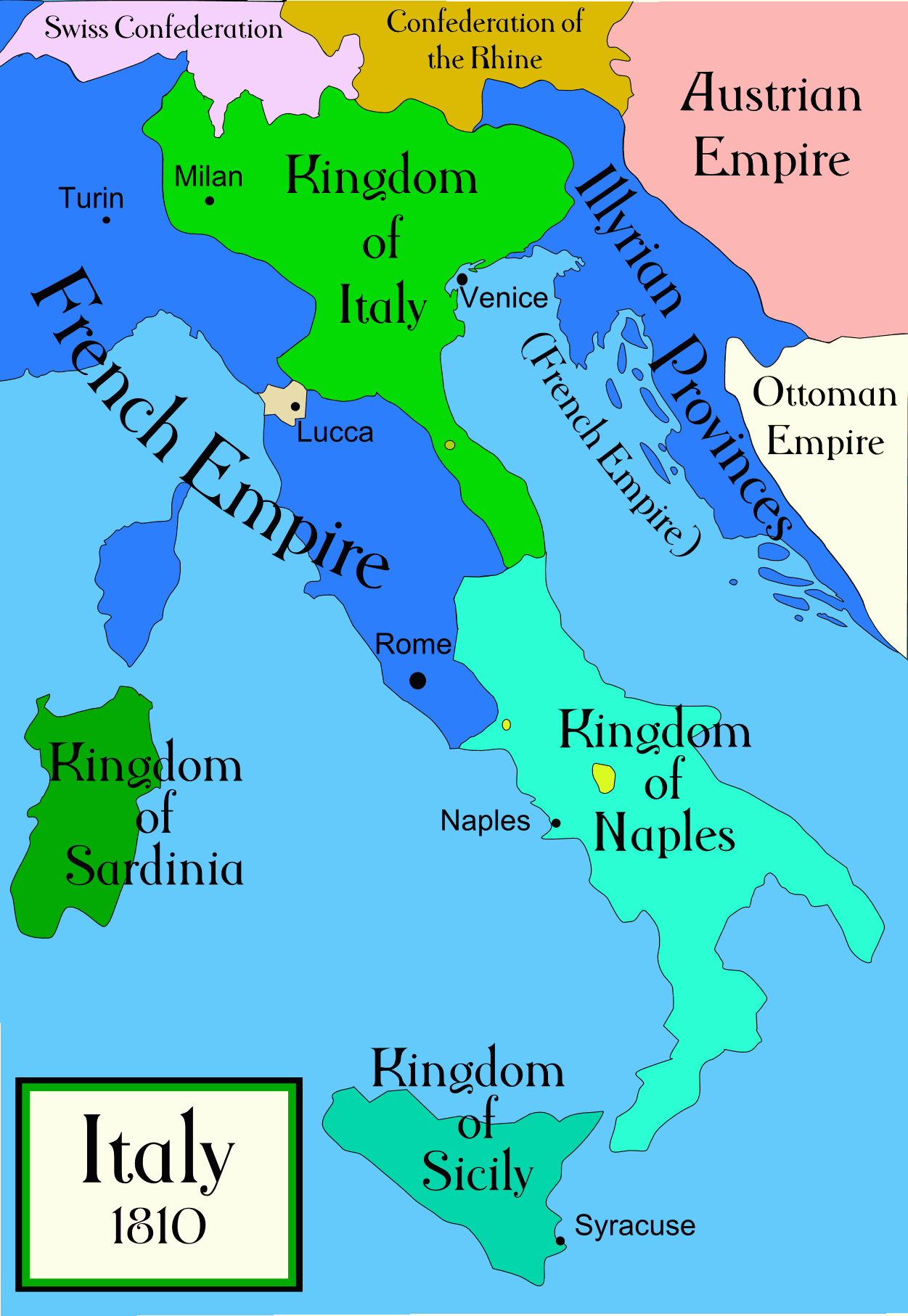
Politická mapa Itálie v roce 1810

### Republiky přidružené krevoluční Francii
- Republika Alba
- Republika Bergamo
- Republika Brescia
- Republika Crema
- Republika Pescara
- Piemontská republika
- Anconitská republika
- Cispadánská republika
- Transpadánská republika
- Cisalpinská republika
- Subalpinská republika
- Liguriská republika
- Boloňská republika
- Tiberská republika
- Římská republika
- Partenopská republika
- Italská republika

### Klientské státy Prvního Francouzského císařství
- Italské království
- Etrurské království
- Neapolské království
- knížectví Lucca a Piombino
- Beneventské knížectví
- Knížectví Pontecorvo

### Ostatní státy
- Sardinské království
- Sicilské království
- Anglo-korsické království
- Knížectví Elba (nedědičná monarchie za Napoleonova exilu)
- Sanmarinská republika
- Kospajská republika

## Od Restaurace po Risorgimento

Politická mapa Itálie v roce 1843

Po porážce napoleonské Francie byl roku 1815 svolán Vídeňský kongres, který měl přepsat mapu evropského kontinentu. V Itálii byl kongresem obnoven přednapoleonský stav nezávislých vlád, byť přímo řízených nebo silně ovlivněných hlavními evropskými mocnostmi, zejména Rakouskem. Kongres také ukončil existenci dvou republik: Janov byl anektován Sardinií a Benátky spojeny s Milánem do nového království v rámci Rakouského císařství. Boj za sjednocení Itálie byl vnímán především jako agitace proti habsburskému rodu, neboť Rakousko přímo ovládalo převážně italskojazyčnou severovýchodní část dnešní Itálie a zároveň bylo největší silou proti sjednocení. Rakouské císařství energicky potíralo nacionalistické nálady na Apeninském poloostrově, podobně jako jinde na svých územích.
- Papežský stát
- Sardinské království
- Království obojí Sicílie
- Království lombardsko-benátské (pod nadvládou Rakouského císařství)
- Ilyrské provincie později Ilyrské království (Dalmácie, pod nadvládou Rakouského císařství)
- Toskánské velkovévodství
- Parmské vévodství, Piacenza and Guastalla
- Vévodství Modena a Reggio
- Vévodství Massa a Carrara
- Lukánské vévodství
- Monacké knížectví
- Sanmarinská republika
- Kospajská republika
- Republika San Marco
- Římská republika
- Spojené provincie středoitalské